# سبيريدولا كاريدي
سبيريدولا كاريدي (باليونانية: Spyridoula Karydi؛ من مواليد 30 يناير 2001) هي لاعبة ألعاب قوى يونانية متخصصة في رياضة الوثب الثلاثي محترفة منذ عام 2016، مثلت اليونان في بطولة أوروبا لألعاب القوى 2022 في ميونيخ، وحصلت على المركز التاسع في النهائي، حائزة على بطولة أوروبا للناشئين، وحاصلة على الميدالية الفضية في بطولة البلقان، وبطلة ألعاب قوى يونانية، مشاركة في عدد من المسابقات الدولية الكبرى.